# Trichostomum insulare
Trichostomum insulare är en bladmossart som beskrevs av Brotherus 1902. Trichostomum insulare ingår i släktet lansettmossor, och familjen Pottiaceae. Inga underarter finns listade i Catalogue of Life.